# Perijásnårsparv
Perijásnårsparv (Atlapetes nigrifrons) är en fågel i familjen amerikanska sparvar inom ordningen tättingar.

## Utbredning och systematik
Arten förekommer i bergstrakter i nordöstra Colombia och västra Venezuela (Perijábergen). Den kategoriserades tidigare som en underart till gulbröstad snårsparv (A. latinuchus).

## Status
Fågeln har ett begränsat utbredningsområde, men beståndet anses vara stabilt. IUCN kategoriserar den som livskraftig. Världspopulationen uppskattas till mellan 2 500 och 10 000 vuxna individer.